# Marc Armand Ruffer
Marc Armand Ruffer ( 1859, Lyon, Francia – 15 de abril de 1917, Grecia) fue un patólogo experimental y bacteriólogo angloalemán. Se lo considera un pionero de la paleopatología moderna.

## Familia
Fue hijo del banquero alemán Barón Alphonse Jacques Ruffer, y de su esposa Caroline. Marc Armand se casó con Alice Mary Greenfield en 1890 y tuvieron tres hijos.

## Educación
Estudió en Brasenose, Oxford, University College London y en el Pasteur Institute de París.

## Carrera
En 1891 fue designado el primer director del Instituto Británico de Medicina Preventiva, posteriormente nombrado como Lister Institute.
Se mudó a Egipto por razones de salud, y una vez allí fue designado profesor de bacteriología en la Facultad de Medicina de la Universidad de El Cairo en 1896. Más tarde desempeño varios cargos en comités encargados de temas de salud, enfermedad, y salud pública. En Egipto trabajó en la histología de las momias desarrollando una técnica que lleva su nombre, al publicar sus hallazgos ayudó a establecer el campo de la paleopatología.
Nombrado caballero en 1916, viajó a Grecia durante la Primera Guerra Mundial para mejorar las condiciones de salud. Cuando retornaba a Egipto a bordo del barco Arcadian se perdió en el mar el 17 de abril de 1917, cuando el barco en el que viajaba fue torpedeado sin advertencia por el submarino alemán UC-74, fuera de las costas de Grecia. Junto con él se perdieron 278 vidas, 35 de las cuales eran de la tripulación.